# Lijst van steden en dorpen in Drenthe
Lijst van Drentse steden, dorpen en buurtschappen met een verwijzing naar de gemeente waaronder ze vallen. Wat wel en wat niet in de lijst komt is bepaald door de index van de Topografische Atlas 1:25000 voor het laatst uitgegeven in 2004 door de ANWB. Eventuele wijzigingen betreffende gemeentelijke herindelingen zijn meegenomen t/m 2008.

## A
| Naam                | Gemeente       | Coördinaten           |
| ------------------- | -------------- | --------------------- |
| Aalden              | Coevorden      | 52° 47′ NB, 6° 43′ OL |
| Achterste Erm       | Coevorden      | 52° 45′ NB, 6° 50′ OL |
| Achter 't Hout      | Aa en Hunze    | 52° 60′ NB, 6° 48′ OL |
| Altena              | Noordenveld    | 53° 8′ NB, 6° 29′ OL  |
| Alteveer            | De Wolden      | 52° 41′ NB, 6° 29′ OL |
| Alteveer            | Noordenveld    | 53° 7′ NB, 6° 26′ OL  |
| Alting              | Midden-Drenthe | 52° 52′ NB, 6° 32′ OL |
| Amen                | Aa en Hunze    | 52° 57′ NB, 6° 37′ OL |
| Amerika             | Noordenveld    | 53° 6′ NB, 6° 22′ OL  |
| Amsterdamscheveld   | Emmen          | 52° 41′ NB, 6° 55′ OL |
| Anderen             | Aa en Hunze    | 53° 0′ NB, 6° 41′ OL  |
| Anholt              | De Wolden      | 52° 46′ NB, 6° 25′ OL |
| Anloo               | Aa en Hunze    | 53° 3′ NB, 6° 42′ OL  |
| Annen               | Aa en Hunze    | 53° 3′ NB, 6° 43′ OL  |
| Annerveenschekanaal | Aa en Hunze    | 53° 5′ NB, 6° 48′ OL  |
| Anreep              | Assen          | 52° 59′ NB, 6° 35′ OL |
| Ansen               | De Wolden      | 52° 47′ NB, 6° 20′ OL |
| Armweide            | De Wolden      | 52° 46′ NB, 6° 19′ OL |
| Assen               | Assen          | 52° 60′ NB, 6° 34′ OL |

## B
| Naam                   | Gemeente       | Coördinaten           |
| ---------------------- | -------------- | --------------------- |
| Balinge                | Midden-Drenthe | 52° 49′ NB, 6° 38′ OL |
| Balloërveld            | Aa en Hunze    | 53° 1′ NB, 6° 38′ OL  |
| Balloo                 | Aa en Hunze    | 52° 60′ NB, 6° 38′ OL |
| Barger-Compascuum      | Emmen          | 52° 45′ NB, 7° 3′ OL  |
| Barger-Erfscheidenveen | Emmen          | 52° 44′ NB, 6° 52′ OL |
| Barger-Oosterveen      | Emmen          | 52° 42′ NB, 6° 58′ OL |
| Barger-Oosterveld      | Emmen          | 52° 46′ NB, 6° 58′ OL |
| Bazuin                 | De Wolden      | 52° 39′ NB, 6° 25′ OL |
| Beilen                 | Midden-Drenthe | 52° 52′ NB, 6° 31′ OL |
| Beilervaart            | Midden-Drenthe | 52° 52′ NB, 6° 27′ OL |
| Benderse               | De Wolden      | 52° 47′ NB, 6° 22′ OL |
| Benneveld              | Coevorden      | 52° 47′ NB, 6° 45′ OL |
| Berghuizen             | De Wolden      | 52° 43′ NB, 6° 17′ OL |
| Blijdenstein           | De Wolden      | 52° 43′ NB, 6° 15′ OL |
| Bloemberg              | De Wolden      | 52° 39′ NB, 6° 21′ OL |
| Boerlaan               | Noordenveld    | 53° 8′ NB, 6° 30′ OL  |
| Boermastreek           | Borger-Odoorn  | 52° 53′ NB, 6° 54′ OL |
| Bonnen                 | Aa en Hunze    | 53° 0′ NB, 6° 47′ OL  |
| Bonnerveen             | Aa en Hunze    | 53° 1′ NB, 6° 50′ OL  |
| Borger                 | Borger-Odoorn  | 52° 55′ NB, 6° 48′ OL |
| Bosje                  | Aa en Hunze    | 53° 1′ NB, 6° 52′ OL  |
| Boterveen              | Westerveld     | 52° 52′ NB, 6° 23′ OL |
| Bovensmilde            | Midden-Drenthe | 52° 59′ NB, 6° 29′ OL |
| Bovenstreek            | Aa en Hunze    | 53° 1′ NB, 6° 51′ OL  |
| Broekhuizen            | Meppel         | 52° 42′ NB, 6° 16′ OL |
| Bronneger              | Borger-Odoorn  | 52° 57′ NB, 6° 49′ OL |
| Bronnegerveen          | Borger-Odoorn  | 52° 57′ NB, 6° 50′ OL |
| Brunsting              | Midden-Drenthe | 52° 52′ NB, 6° 29′ OL |
| Bruntinge              | Midden-Drenthe | 52° 49′ NB, 6° 35′ OL |
| Buinen                 | Borger-Odoorn  | 52° 56′ NB, 6° 50′ OL |
| Buinerveen             | Borger-Odoorn  | 52° 56′ NB, 6° 53′ OL |
| Buitenhuizen           | De Wolden      | 52° 43′ NB, 6° 15′ OL |
| Bunne                  | Tynaarlo       | 53° 7′ NB, 6° 32′ OL  |
| Busselte               | Westerveld     | 52° 46′ NB, 6° 12′ OL |

## C
| Naam      | Gemeente  | Coördinaten           |
| --------- | --------- | --------------------- |
| Coevorden | Coevorden | 52° 40′ NB, 6° 45′ OL |

## D
| Naam            | Gemeente       | Coördinaten           |
| --------------- | -------------- | --------------------- |
| Dalen           | Coevorden      | 52° 42′ NB, 6° 45′ OL |
| Dalerpeel       | Coevorden      | 52° 41′ NB, 6° 40′ OL |
| Dalerveen       | Coevorden      | 52° 42′ NB, 6° 49′ OL |
| Darp            | Westerveld     | 52° 47′ NB, 6° 12′ OL |
| De Groeve       | Tynaarlo       | 53° 7′ NB, 6° 43′ OL  |
| De Haar         | Assen          | 52° 58′ NB, 6° 32′ OL |
| De Haar         | Coevorden      | 52° 42′ NB, 6° 48′ OL |
| De Haar         | Hoogeveen      | 52° 46′ NB, 6° 33′ OL |
| De Hilte        | Aa en Hunze    | 53° 2′ NB, 6° 50′ OL  |
| De Kiel         | Coevorden      | 52° 52′ NB, 6° 45′ OL |
| De Klosse       | Meppel         | 52° 44′ NB, 6° 8′ OL  |
| De Kolk         | Meppel         | 52° 43′ NB, 6° 9′ OL  |
| De Mars         | Coevorden      | 52° 42′ NB, 6° 44′ OL |
| De Pol          | Noordenveld    | 53° 8′ NB, 6° 31′ OL  |
| De Punt         | Tynaarlo       | 53° 7′ NB, 6° 36′ OL  |
| De Schiphorst   | Meppel         | 52° 41′ NB, 6° 15′ OL |
| De Stapel       | De Wolden      | 52° 40′ NB, 6° 20′ OL |
| De Stuw         | De Wolden      | 52° 41′ NB, 6° 25′ OL |
| Deurze          | Aa en Hunze    | 52° 59′ NB, 6° 37′ OL |
| De Wijk         | De Wolden      | 52° 40′ NB, 6° 17′ OL |
| Diever          | Westerveld     | 52° 51′ NB, 6° 19′ OL |
| Dieverbrug      | Westerveld     | 52° 51′ NB, 6° 21′ OL |
| Dikbroeken      | Borger-Odoorn  | 52° 52′ NB, 7° 0′ OL  |
| Diphoorn        | Coevorden      | 52° 46′ NB, 6° 49′ OL |
| Doldersum       | Westerveld     | 52° 53′ NB, 6° 15′ OL |
| Donderen        | Tynaarlo       | 53° 6′ NB, 6° 33′ OL  |
| Drijber         | Midden-Drenthe | 52° 48′ NB, 6° 32′ OL |
| Drogt           | De Wolden      | 52° 40′ NB, 6° 24′ OL |
| Drogteropslagen | De Wolden      | 52° 37′ NB, 6° 30′ OL |
| Drouwen         | Borger-Odoorn  | 52° 57′ NB, 6° 48′ OL |
| Drouwenermond   | Borger-Odoorn  | 52° 59′ NB, 6° 54′ OL |
| Drouwenerveen   | Borger-Odoorn  | 52° 58′ NB, 6° 51′ OL |
| Dwingeloo       | Westerveld     | 52° 50′ NB, 6° 22′ OL |

## E
| Naam                  | Gemeente       | Coördinaten           |
| --------------------- | -------------- | --------------------- |
| Echten                | De Wolden      | 52° 43′ NB, 6° 24′ OL |
| Eelde                 | Tynaarlo       | 53° 8′ NB, 6° 34′ OL  |
| Eelderwolde           | Tynaarlo       | 53° 11′ NB, 6° 33′ OL |
| Eemster               | Westerveld     | 52° 51′ NB, 6° 23′ OL |
| Eemten                | De Wolden      | 52° 40′ NB, 6° 20′ OL |
| Een                   | Noordenveld    | 53° 5′ NB, 6° 24′ OL  |
| Een-West              | Noordenveld    | 53° 5′ NB, 6° 20′ OL  |
| Eerste Dwarsdiep      | Aa en Hunze    | 53° 0′ NB, 6° 55′ OL  |
| 1e Exloërmond         | Borger-Odoorn  | 52° 56′ NB, 6° 56′ OL |
| Ees                   | Borger-Odoorn  | 52° 55′ NB, 6° 48′ OL |
| Eesergroen            | Borger-Odoorn  | 52° 53′ NB, 6° 47′ OL |
| Eeserveen             | Borger-Odoorn  | 52° 52′ NB, 6° 46′ OL |
| Eext                  | Aa en Hunze    | 53° 1′ NB, 6° 44′ OL  |
| Eexterveen            | Aa en Hunze    | 53° 3′ NB, 6° 48′ OL  |
| Eexterveenschekanaal  | Aa en Hunze    | 53° 3′ NB, 6° 50′ OL  |
| Eexterzandvoort       | Aa en Hunze    | 53° 2′ NB, 6° 47′ OL  |
| Ekehaar               | Aa en Hunze    | 52° 57′ NB, 6° 36′ OL |
| Eldersloo             | Aa en Hunze    | 52° 58′ NB, 6° 37′ OL |
| Eleveld               | Aa en Hunze    | 52° 57′ NB, 6° 35′ OL |
| Elim                  | Hoogeveen      | 52° 41′ NB, 6° 35′ OL |
| Ellertshaar           | Borger-Odoorn  | 52° 54′ NB, 6° 44′ OL |
| Elp                   | Midden-Drenthe | 52° 53′ NB, 6° 39′ OL |
| Emmen                 | Emmen          | 52° 47′ NB, 6° 54′ OL |
| Emmer-Compascuum      | Emmen          | 52° 49′ NB, 7° 3′ OL  |
| Emmer-Erfscheidenveen | Emmen          | 52° 48′ NB, 6° 59′ OL |
| Emmerschans           | Emmen          | 52° 48′ NB, 6° 56′ OL |
| Erica                 | Emmen          | 52° 43′ NB, 6° 56′ OL |
| Erm                   | Coevorden      | 52° 45′ NB, 6° 49′ OL |
| Ermerveen             | Emmen          | 52° 44′ NB, 6° 51′ OL |
| Eursing               | Midden-Drenthe | 52° 53′ NB, 6° 32′ OL |
| Eursinge              | Midden-Drenthe | 52° 50′ NB, 6° 36′ OL |
| Eursinge              | Westerveld     | 52° 46′ NB, 6° 13′ OL |
| Eursinge              | De Wolden      | 52° 47′ NB, 6° 27′ OL |
| Exloërkijl            | Borger-Odoorn  | 52° 53′ NB, 6° 56′ OL |
| Exloërveen            | Borger-Odoorn  | 52° 54′ NB, 6° 55′ OL |
| Exloo                 | Borger-Odoorn  | 52° 53′ NB, 6° 52′ OL |

## F
| Naam          | Gemeente    | Coördinaten           |
| ------------- | ----------- | --------------------- |
| Fluitenberg   | Hoogeveen   | 52° 44′ NB, 6° 27′ OL |
| Fort          | De Wolden   | 52° 39′ NB, 6° 23′ OL |
| Foxel         | Emmen       | 52° 47′ NB, 7° 1′ OL  |
| Foxwolde      | Noordenveld | 53° 10′ NB, 6° 28′ OL |
| Frederiksoord | Westerveld  | 52° 51′ NB, 6° 11′ OL |

## G
| Naam                      | Gemeente       | Coördinaten           |
| ------------------------- | -------------- | --------------------- |
| Garminge                  | Midden-Drenthe | 52° 49′ NB, 6° 38′ OL |
| Gasselte                  | Aa en Hunze    | 52° 58′ NB, 6° 48′ OL |
| Gasselterboerveen         | Aa en Hunze    | 52° 60′ NB, 6° 51′ OL |
| Gasselterboerveenschemond | Aa en Hunze    | 53° 0′ NB, 6° 53′ OL  |
| Gasselternijveen          | Aa en Hunze    | 52° 59′ NB, 6° 51′ OL |
| Gasselternijveenschemond  | Aa en Hunze    | 52° 60′ NB, 6° 54′ OL |
| Gasteren                  | Aa en Hunze    | 53° 2′ NB, 6° 40′ OL  |
| Geelbroek                 | Aa en Hunze    | 52° 57′ NB, 6° 34′ OL |
| Gees                      | Coevorden      | 52° 45′ NB, 6° 50′ OL |
| Geesbrug                  | Coevorden      | 52° 44′ NB, 6° 38′ OL |
| Geeuwenbrug               | Westerveld     | 52° 52′ NB, 6° 22′ OL |
| Gieten                    | Aa en Hunze    | 53° 0′ NB, 6° 46′ OL  |
| Gieterveen                | Aa en Hunze    | 53° 2′ NB, 6° 50′ OL  |
| Gieterzandvoort           | Aa en Hunze    | 53° 2′ NB, 6° 48′ OL  |
| Gijsselte                 | De Wolden      | 52° 45′ NB, 6° 25′ OL |
| Graswijk                  | Assen          | 52° 58′ NB, 6° 33′ OL |
| Grevenberg                | Coevorden      | 52° 44′ NB, 6° 45′ OL |
| Grolloo                   | Aa en Hunze    | 52° 56′ NB, 6° 40′ OL |

## H
| Naam            | Gemeente       | Coördinaten           |
| --------------- | -------------- | --------------------- |
| Haakswold       | De Wolden      | 52° 43′ NB, 6° 14′ OL |
| Haalweide       | De Wolden      | 52° 40′ NB, 6° 19′ OL |
| Havelte         | Westerveld     | 52° 46′ NB, 6° 14′ OL |
| Havelterberg    | Westerveld     | 52° 47′ NB, 6° 11′ OL |
| Hees            | De Wolden      | 52° 45′ NB, 6° 22′ OL |
| Het Moer        | Westerveld     | 52° 50′ NB, 6° 17′ OL |
| Het Schier      | Westerveld     | 52° 47′ NB, 6° 13′ OL |
| Hijken          | Midden-Drenthe | 52° 54′ NB, 6° 30′ OL |
| Hijkersmilde    | Midden-Drenthe | 52° 56′ NB, 6° 25′ OL |
| Hoge Linthorst  | De Wolden      | 52° 41′ NB, 6° 19′ OL |
| Hollandscheveld | Hoogeveen      | 52° 42′ NB, 6° 32′ OL |
| Holsloot        | Coevorden      | 52° 44′ NB, 6° 48′ OL |
| Holthe          | Midden-Drenthe | 52° 51′ NB, 6° 32′ OL |
| Holtien         | Westerveld     | 52° 51′ NB, 6° 24′ OL |
| Holtinge        | Westerveld     | 52° 48′ NB, 6° 15′ OL |
| Hoogehaar       | Coevorden      | 52° 41′ NB, 6° 43′ OL |
| Hoogersmilde    | Midden-Drenthe | 52° 54′ NB, 6° 24′ OL |
| Hoogeveen       | Hoogeveen      | 52° 43′ NB, 6° 29′ OL |
| Hooghalen       | Midden-Drenthe | 52° 55′ NB, 6° 32′ OL |
| Huis ter Heide  | Noordenveld    | 53° 1′ NB, 6° 29′ OL  |

## K
| Naam                   | Gemeente       | Coördinaten           |
| ---------------------- | -------------- | --------------------- |
| Kalenberg              | Hoogeveen      | 52° 44′ NB, 6° 26′ OL |
| Kalteren               | Westerveld     | 52° 51′ NB, 6° 18′ OL |
| Kavelingen             | Borger-Odoorn  | 52° 55′ NB, 7° 1′ OL  |
| Kerkenveld             | De Wolden      | 52° 40′ NB, 6° 30′ OL |
| Kibbelveen             | Coevorden      | 52° 49′ NB, 6° 49′ OL |
| Klatering              | Midden-Drenthe | 52° 52′ NB, 6° 33′ OL |
| Klazienaveen           | Emmen          | 52° 43′ NB, 6° 59′ OL |
| Klazienaveen-Noord     | Emmen          | 52° 46′ NB, 7° 0′ OL  |
| Klijndijk              | Borger-Odoorn  | 52° 50′ NB, 6° 52′ OL |
| Klooster               | Coevorden      | 52° 39′ NB, 6° 43′ OL |
| Kloosterveen           | Assen          | 52° 60′ NB, 6° 31′ OL |
| Koekange               | De Wolden      | 52° 42′ NB, 6° 19′ OL |
| Koekangerveld          | De Wolden      | 52° 43′ NB, 6° 20′ OL |
| Koelveen               | Emmen          | 52° 39′ NB, 6° 56′ OL |
| Kolderveen             | Meppel         | 52° 43′ NB, 6° 9′ OL  |
| Kolderveense Bovenboer | Meppel         | 52° 45′ NB, 6° 9′ OL  |
| Kostvlies              | Aa en Hunze    | 52° 59′ NB, 6° 48′ OL |
| Kraloo                 | De Wolden      | 52° 47′ NB, 6° 26′ OL |
| Kraloo                 | De Wolden      | 52° 43′ NB, 6° 15′ OL |

## L
| Naam          | Gemeente       | Coördinaten           |
| ------------- | -------------- | --------------------- |
| Laaghalen     | Midden-Drenthe | 52° 55′ NB, 6° 32′ OL |
| Laaghalerveen | Midden-Drenthe | 52° 56′ NB, 6° 31′ OL |
| Langelo       | Noordenveld    | 53° 6′ NB, 6° 27′ OL  |
| Leeuwte       | De Wolden      | 52° 46′ NB, 6° 24′ OL |
| Leggeloo      | Westerveld     | 52° 51′ NB, 6° 22′ OL |
| Leutingewolde | Noordenveld    | 53° 10′ NB, 6° 26′ OL |
| Lhee          | Westerveld     | 52° 50′ NB, 6° 24′ OL |
| Lheebroek     | Westerveld     | 52° 51′ NB, 6° 26′ OL |
| Lieveren      | Noordenveld    | 53° 7′ NB, 6° 27′ OL  |
| Lieving       | Midden-Drenthe | 52° 51′ NB, 6° 32′ OL |
| Linde         | De Wolden      | 52° 38′ NB, 6° 27′ OL |
| Loon          | Assen          | 53° 1′ NB, 6° 37′ OL  |
| Lubbinge      | De Wolden      | 52° 41′ NB, 6° 26′ OL |
| Lunssloten    | De Wolden      | 52° 42′ NB, 6° 25′ OL |

## M
| Naam            | Gemeente       | Coördinaten           |
| --------------- | -------------- | --------------------- |
| Makkum          | Midden-Drenthe | 52° 51′ NB, 6° 32′ OL |
| Mantinge        | Midden-Drenthe | 52° 48′ NB, 6° 37′ OL |
| Marwijksoord    | Aa en Hunze    | 52° 58′ NB, 6° 40′ OL |
| Meppel          | Meppel         | 52° 42′ NB, 6° 12′ OL |
| Meppen          | Coevorden      | 52° 47′ NB, 6° 42′ OL |
| Middelveen      | De Wolden      | 52° 39′ NB, 6° 25′ OL |
| Middendorp      | Emmen          | 52° 42′ NB, 6° 53′ OL |
| Midlaren        | Tynaarlo       | 53° 7′ NB, 6° 41′ OL  |
| Molenstad       | Westerveld     | 52° 51′ NB, 6° 22′ OL |
| Munsterscheveld | Emmen          | 52° 50′ NB, 7° 4′ OL  |

## N
| Naam                 | Gemeente       | Coördinaten           |
| -------------------- | -------------- | --------------------- |
| Nietap               | Noordenveld    | 53° 10′ NB, 6° 24′ OL |
| Nieuw-Amsterdam      | Emmen          | 52° 43′ NB, 6° 51′ OL |
| Nieuw-Annerveen      | Aa en Hunze    | 53° 4′ NB, 6° 47′ OL  |
| Nieuw-Balinge        | Midden-Drenthe | 52° 46′ NB, 6° 36′ OL |
| Nieuw-Buinen         | Borger-Odoorn  | 52° 58′ NB, 6° 57′ OL |
| Nieuw-Dordrecht      | Emmen          | 52° 45′ NB, 6° 58′ OL |
| Nieuwediep           | Aa en Hunze    | 53° 3′ NB, 6° 52′ OL  |
| Nieuwe Krim          | Coevorden      | 52° 40′ NB, 6° 39′ OL |
| Nieuweroord          | Hoogeveen      | 52° 44′ NB, 6° 34′ OL |
| Nieuwlande           | Hoogeveen      | 52° 42′ NB, 6° 37′ OL |
| Nieuw-Roden          | Noordenveld    | 53° 8′ NB, 6° 24′ OL  |
| Nieuw-Schoonebeek    | Emmen          | 52° 39′ NB, 6° 59′ OL |
| Nieuw-Weerdinge      | Emmen          | 52° 51′ NB, 6° 59′ OL |
| Nijensleek           | Westerveld     | 52° 50′ NB, 6° 10′ OL |
| Nijeveen             | Meppel         | 52° 44′ NB, 6° 10′ OL |
| Nijeveense Bovenboer | Meppel         | 52° 45′ NB, 6° 11′ OL |
| Nijlande             | Aa en Hunze    | 52° 58′ NB, 6° 38′ OL |
| Nijstad              | Hoogeveen      | 52° 43′ NB, 6° 25′ OL |
| Nolde                | De Wolden      | 52° 38′ NB, 6° 25′ OL |
| Nooitgedacht         | Aa en Hunze    | 52° 58′ NB, 6° 40′ OL |
| Noordbarge           | Emmen          | 52° 46′ NB, 6° 53′ OL |
| Noordscheschut       | Hoogeveen      | 52° 43′ NB, 6° 32′ OL |
| Noord-Sleen          | Coevorden      | 52° 47′ NB, 6° 48′ OL |
| Noordwijk            | De Wolden      | 52° 41′ NB, 6° 18′ OL |
| Norg                 | Noordenveld    | 53° 4′ NB, 6° 28′ OL  |
| Norgervaart          | Midden-Drenthe | 53° 0′ NB, 6° 29′ OL  |
| Nuil                 | Hoogeveen      | 52° 47′ NB, 6° 27′ OL |

## O
| Naam           | Gemeente       | Coördinaten           |
| -------------- | -------------- | --------------------- |
| Odoorn         | Borger-Odoorn  | 52° 51′ NB, 6° 51′ OL |
| Odoornerveen   | Borger-Odoorn  | 52° 51′ NB, 6° 47′ OL |
| Oldendiever    | Westerveld     | 52° 51′ NB, 6° 19′ OL |
| Oldenhave      | De Wolden      | 52° 45′ NB, 6° 21′ OL |
| Oosteinde      | De Wolden      | 52° 44′ NB, 6° 17′ OL |
| Oosterbroek    | Tynaarlo       | 53° 8′ NB, 6° 36′ OL  |
| Oosterhesselen | Coevorden      | 52° 45′ NB, 6° 43′ OL |
| Oosterse Bos   | Emmen          | 52° 39′ NB, 6° 55′ OL |
| Oranje         | Midden-Drenthe | 52° 54′ NB, 6° 27′ OL |
| Oranjedorp     | Emmen          | 52° 44′ NB, 6° 57′ OL |
| Orvelte        | Midden-Drenthe | 52° 51′ NB, 6° 40′ OL |
| Oshaar         | De Wolden      | 52° 41′ NB, 6° 22′ OL |
| Oud Annerveen  | Aa en Hunze    | 53° 5′ NB, 6° 46′ OL  |
| Oudemolen      | Tynaarlo       | 53° 3′ NB, 6° 38′ OL  |
| Oude Willem    | Westerveld     | 52° 54′ NB, 6° 19′ OL |
| Oud Veeningen  | De Wolden      | 52° 40′ NB, 6° 22′ OL |

## P
| Naam         | Gemeente    | Coördinaten           |
| ------------ | ----------- | --------------------- |
| Paardelanden | De Wolden   | 52° 38′ NB, 6° 28′ OL |
| Padhuis      | Coevorden   | 52° 40′ NB, 6° 51′ OL |
| Papenvoort   | Aa en Hunze | 52° 57′ NB, 6° 42′ OL |
| Paterswolde  | Tynaarlo    | 53° 9′ NB, 6° 34′ OL  |
| Peest        | Noordenveld | 53° 4′ NB, 6° 30′ OL  |
| Peize        | Noordenveld | 53° 9′ NB, 6° 30′ OL  |
| Peizermade   | Noordenveld | 53° 11′ NB, 6° 31′ OL |
| Peizerwold   | Noordenveld | 53° 9′ NB, 6° 30′ OL  |
| Pesse        | Hoogeveen   | 52° 46′ NB, 6° 27′ OL |
| Pieperij     | De Wolden   | 52° 38′ NB, 6° 22′ OL |
| Pikveld      | Coevorden   | 52° 39′ NB, 6° 46′ OL |

## R
| Naam        | Gemeente       | Coördinaten           |
| ----------- | -------------- | --------------------- |
| Rhee        | Assen          | 53° 2′ NB, 6° 34′ OL  |
| Rheebruggen | De Wolden      | 52° 47′ NB, 6° 18′ OL |
| Rheeveld    | Midden-Drenthe | 52° 53′ NB, 6° 30′ OL |
| Roden       | Noordenveld    | 53° 8′ NB, 6° 25′ OL  |
| Roderesch   | Noordenveld    | 53° 7′ NB, 6° 25′ OL  |
| Roderwolde  | Noordenveld    | 53° 10′ NB, 6° 28′ OL |
| Rogat       | Meppel         | 52° 41′ NB, 6° 16′ OL |
| Rolde       | Aa en Hunze    | 52° 59′ NB, 6° 39′ OL |
| Roswinkel   | Emmen          | 52° 50′ NB, 7° 2′ OL  |
| Ruinen      | De Wolden      | 52° 46′ NB, 6° 21′ OL |
| Ruinerweide | De Wolden      | 52° 44′ NB, 6° 20′ OL |
| Ruinerwold  | De Wolden      | 52° 43′ NB, 6° 15′ OL |

## S
| Naam             | Gemeente       | Coördinaten           |
| ---------------- | -------------- | --------------------- |
| Sandebuur        | Noordenveld    | 53° 10′ NB, 6° 27′ OL |
| Schelfhorst      | Tynaarlo       | 53° 10′ NB, 6° 33′ OL |
| Schieven         | Assen          | 52° 59′ NB, 6° 35′ OL |
| Schimmelarij     | Coevorden      | 52° 42′ NB, 6° 49′ OL |
| Schipborg        | Aa en Hunze    | 53° 5′ NB, 6° 40′ OL  |
| Schoonebeek      | Emmen          | 52° 40′ NB, 6° 53′ OL |
| Schoonloo        | Aa en Hunze    | 52° 54′ NB, 6° 42′ OL |
| Schoonoord       | Coevorden      | 52° 51′ NB, 6° 45′ OL |
| Schottershuizen  | De Wolden      | 52° 39′ NB, 6° 26′ OL |
| Schrapveen       | De Wolden      | 52° 38′ NB, 6° 27′ OL |
| Schreierswijk    | Aa en Hunze    | 52° 59′ NB, 6° 51′ OL |
| Schutwijk        | Emmen          | 52° 42′ NB, 6° 58′ OL |
| Siberië          | Hoogeveen      | 52° 45′ NB, 6° 31′ OL |
| Sleen            | Coevorden      | 52° 46′ NB, 6° 48′ OL |
| Smalbroek        | Midden-Drenthe | 52° 51′ NB, 6° 30′ OL |
| Smilde           | Midden-Drenthe | 52° 57′ NB, 6° 27′ OL |
| Spier            | Midden-Drenthe | 52° 49′ NB, 6° 28′ OL |
| Spijkerboor      | Aa en Hunze    | 53° 5′ NB, 6° 46′ OL  |
| Stadterij        | Hoogeveen      | 52° 44′ NB, 6° 29′ OL |
| Steenbergen      | De Wolden      | 52° 41′ NB, 6° 26′ OL |
| Steenbergen      | Noordenveld    | 53° 6′ NB, 6° 25′ OL  |
| Steenwijksmoer   | Coevorden      | 52° 40′ NB, 6° 42′ OL |
| Stieltjeskanaal  | Coevorden      | 52° 41′ NB, 6° 50′ OL |
| Streek (Drenthe) | Aa en Hunze    | 53° 2′ NB, 6° 51′ OL  |
| Struikberg       | De Wolden      | 52° 42′ NB, 6° 21′ OL |
| Stuifzand        | Hoogeveen      | 52° 45′ NB, 6° 30′ OL |

## T
| Naam             | Gemeente       | Coördinaten           |
| ---------------- | -------------- | --------------------- |
| Taarlo           | Tynaarlo       | 53° 2′ NB, 6° 38′ OL  |
| Ten Arlo         | De Wolden      | 52° 42′ NB, 6° 26′ OL |
| Ter Aard         | Assen          | 53° 2′ NB, 6° 33′ OL  |
| Terheijl         | Noordenveld    | 53° 9′ NB, 6° 23′ OL  |
| 't Haantje       | Coevorden      | 52° 49′ NB, 6° 50′ OL |
| Terhorst         | Midden-Drenthe | 52° 51′ NB, 6° 31′ OL |
| Tiendeveen       | Hoogeveen      | 52° 45′ NB, 6° 33′ OL |
| 't Noorden       | Hoogeveen      | 52° 45′ NB, 6° 34′ OL |
| Torenveen        | Aa en Hunze    | 53° 0′ NB, 6° 50′ OL  |
| Tweede Dwarsdiep | Aa en Hunze    | 52° 60′ NB, 6° 54′ OL |
| 2e Exloërmond    | Borger-Odoorn  | 52° 55′ NB, 6° 56′ OL |
| 2e Valthermond   | Borger-Odoorn  | 52° 54′ NB, 7° 2′ OL  |
| Tynaarlo         | Tynaarlo       | 53° 5′ NB, 6° 37′ OL  |

## U
| Naam    | Gemeente   | Coördinaten           |
| ------- | ---------- | --------------------- |
| Ubbena  | Assen      | 53° 3′ NB, 6° 34′ OL  |
| Uffelte | Westerveld | 52° 47′ NB, 6° 17′ OL |

## V
| Naam           | Gemeente      | Coördinaten           |
| -------------- | ------------- | --------------------- |
| Valsteeg       | Coevorden     | 52° 43′ NB, 6° 45′ OL |
| Valthe         | Borger-Odoorn | 52° 51′ NB, 6° 54′ OL |
| Valtherblokken | Borger-Odoorn | 52° 51′ NB, 6° 55′ OL |
| Valthermond    | Borger-Odoorn | 52° 53′ NB, 6° 58′ OL |
| Valthermussel  | Borger-Odoorn | 52° 55′ NB, 7° 1′ OL  |
| Veenhof        | Aa en Hunze   | 53° 0′ NB, 6° 49′ OL  |
| Veenhuizen     | Coevorden     | 52° 42′ NB, 6° 42′ OL |
| Veenhuizen     | Noordenveld   | 53° 2′ NB, 6° 24′ OL  |
| Veeningen      | De Wolden     | 52° 40′ NB, 6° 22′ OL |
| Veenoord       | Emmen         | 52° 43′ NB, 6° 51′ OL |
| Vledder        | Westerveld    | 52° 51′ NB, 6° 13′ OL |
| Vledderveen    | Westerveld    | 52° 53′ NB, 6° 11′ OL |
| Vlieghuis      | Coevorden     | 52° 40′ NB, 6° 50′ OL |
| Vossebelt      | Coevorden     | 52° 41′ NB, 6° 42′ OL |
| Vredenheim     | Aa en Hunze   | 52° 56′ NB, 6° 38′ OL |
| Vries          | Tynaarlo      | 53° 4′ NB, 6° 35′ OL  |
| Vuile Riete    | De Wolden     | 52° 38′ NB, 6° 29′ OL |

## W
| Naam           | Gemeente       | Coördinaten           |
| -------------- | -------------- | --------------------- |
| Wachtum        | Coevorden      | 52° 44′ NB, 6° 45′ OL |
| Wapse          | Westerveld     | 52° 52′ NB, 6° 16′ OL |
| Wapserveen     | Westerveld     | 52° 50′ NB, 6° 13′ OL |
| Wateren        | Westerveld     | 52° 55′ NB, 6° 17′ OL |
| Weerdinge      | Emmen          | 52° 49′ NB, 6° 55′ OL |
| Weerwille      | De Wolden      | 52° 43′ NB, 6° 18′ OL |
| Weijerswold    | Coevorden      | 52° 39′ NB, 6° 49′ OL |
| Weiteveen      | Emmen          | 52° 40′ NB, 6° 59′ OL |
| Wemmenhove     | De Wolden      | 52° 40′ NB, 6° 25′ OL |
| Westdorp       | Borger-Odoorn  | 52° 54′ NB, 6° 46′ OL |
| Westeinde      | Westerveld     | 52° 49′ NB, 6° 21′ OL |
| Westenesch     | Emmen          | 52° 47′ NB, 6° 52′ OL |
| Westerbork     | Midden-Drenthe | 52° 51′ NB, 6° 37′ OL |
| Westerse Bos   | Emmen          | 52° 40′ NB, 6° 52′ OL |
| Westervelde    | Noordenveld    | 53° 3′ NB, 6° 27′ OL  |
| Wezup          | Coevorden      | 52° 49′ NB, 6° 43′ OL |
| Wezuperbrug    | Coevorden      | 52° 50′ NB, 6° 43′ OL |
| Wijster        | Midden-Drenthe | 52° 49′ NB, 6° 31′ OL |
| Wilhelminaoord | Westerveld     | 52° 51′ NB, 6° 10′ OL |
| Wilhelmsoord   | Emmen          | 52° 45′ NB, 6° 51′ OL |
| Winde          | Tynaarlo       | 53° 8′ NB, 6° 32′ OL  |
| Wittelte       | Westerveld     | 52° 50′ NB, 6° 20′ OL |
| Witten         | Assen          | 52° 59′ NB, 6° 31′ OL |
| Witteveen      | De Wolden      | 52° 47′ NB, 6° 21′ OL |
| Witteveen      | Midden-Drenthe | 52° 49′ NB, 6° 40′ OL |

## Y
| Naam | Gemeente | Coördinaten          |
| ---- | -------- | -------------------- |
| Yde  | Tynaarlo | 53° 7′ NB, 6° 36′ OL |

## Z
| Naam            | Gemeente       | Coördinaten           |
| --------------- | -------------- | --------------------- |
| Zandpol         | Emmen          | 52° 42′ NB, 6° 52′ OL |
| Zeegse          | Tynaarlo       | 53° 4′ NB, 6° 39′ OL  |
| Zeijen          | Tynaarlo       | 53° 3′ NB, 6° 33′ OL  |
| Zeijerveen      | Assen          | 53° 1′ NB, 6° 31′ OL  |
| Zeijerveld      | Assen          | 53° 2′ NB, 6° 31′ OL  |
| Zorgvlied       | Westerveld     | 52° 55′ NB, 6° 15′ OL |
| Zuidbarge       | Emmen          | 52° 45′ NB, 6° 54′ OL |
| Zuideind        | Borger-Odoorn  | 52° 58′ NB, 6° 52′ OL |
| Zuideropgaande  | Hoogeveen      | 52° 41′ NB, 6° 33′ OL |
| Zuidlaarderveen | Tynaarlo       | 53° 6′ NB, 6° 45′ OL  |
| Zuidlaren       | Tynaarlo       | 53° 6′ NB, 6° 41′ OL  |
| Zuidveld        | Midden-Drenthe | 52° 52′ NB, 6° 38′ OL |
| Zuidvelde       | Noordenveld    | 53° 3′ NB, 6° 28′ OL  |
| Zuidwolde       | De Wolden      | 52° 40′ NB, 6° 26′ OL |
| Zwartemeer      | Emmen          | 52° 43′ NB, 7° 3′ OL  |
| Zwartschaap     | Hoogeveen      | 52° 46′ NB, 6° 30′ OL |
| Zweeloo         | Coevorden      | 52° 48′ NB, 6° 44′ OL |
| Zwiggelte       | Midden-Drenthe | 52° 52′ NB, 6° 35′ OL |
| Zwinderen       | Coevorden      | 52° 44′ NB, 6° 41′ OL |

Drenthe ·
Flevoland ·
Friesland ·
Gelderland ·
Groningen ·
Limburg ·
Noord-Brabant ·
Noord-Holland ·
Overijssel ·
Utrecht ·
Zeeland ·
Zuid-Holland